# Косулино (Щучанський район)
Косу́лино (рос. Косулино) — присілок у складі Щучанського району Курганської області, Росія. Входить до складу Білоярської сільської ради.
Населення — 251 особа (2010, 271 у 2002).
Національний склад станом на 2002 рік: росіяни — 94 %.